# Tequila
För andra betydelser, se Tequila (olika betydelser).

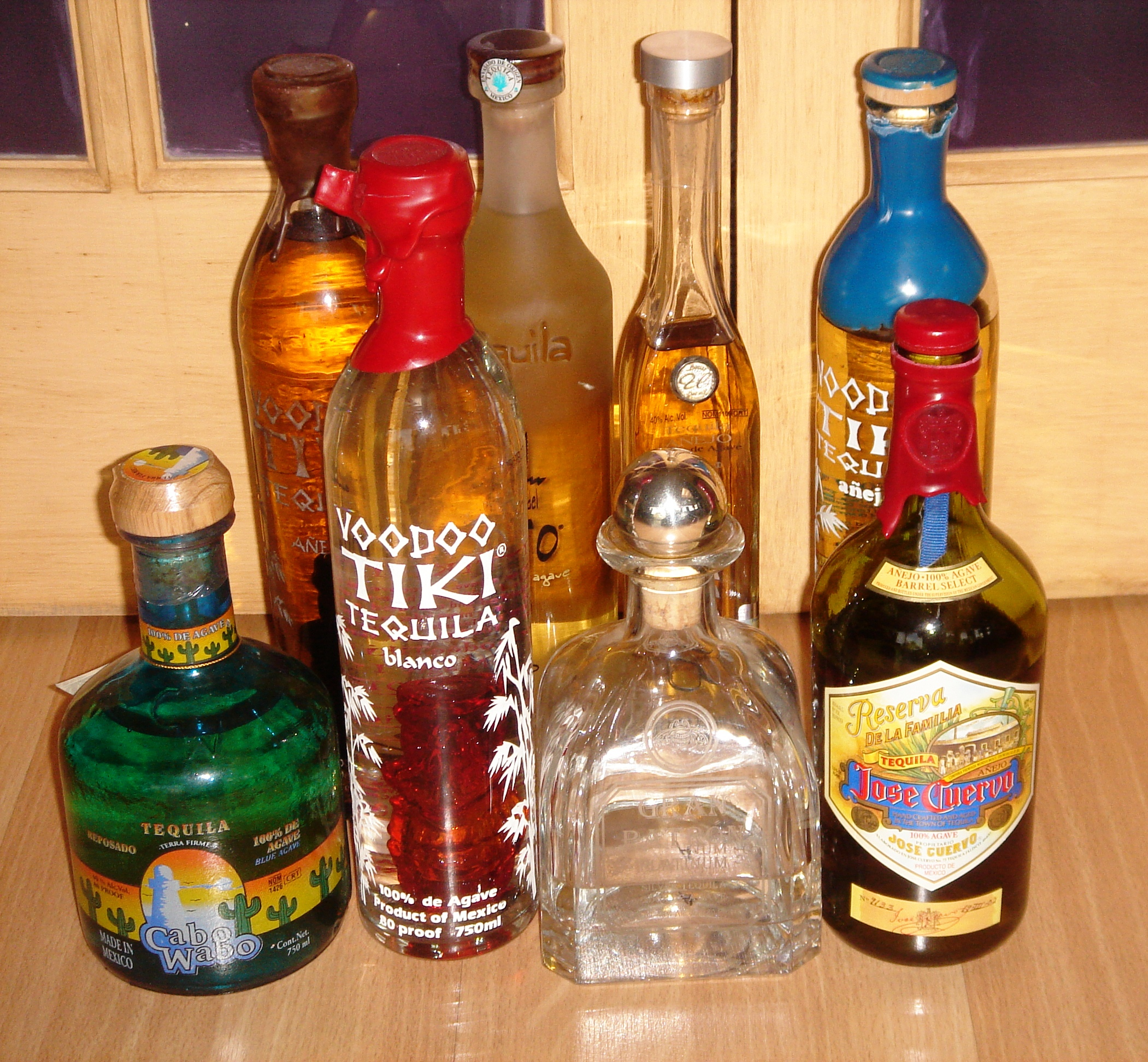

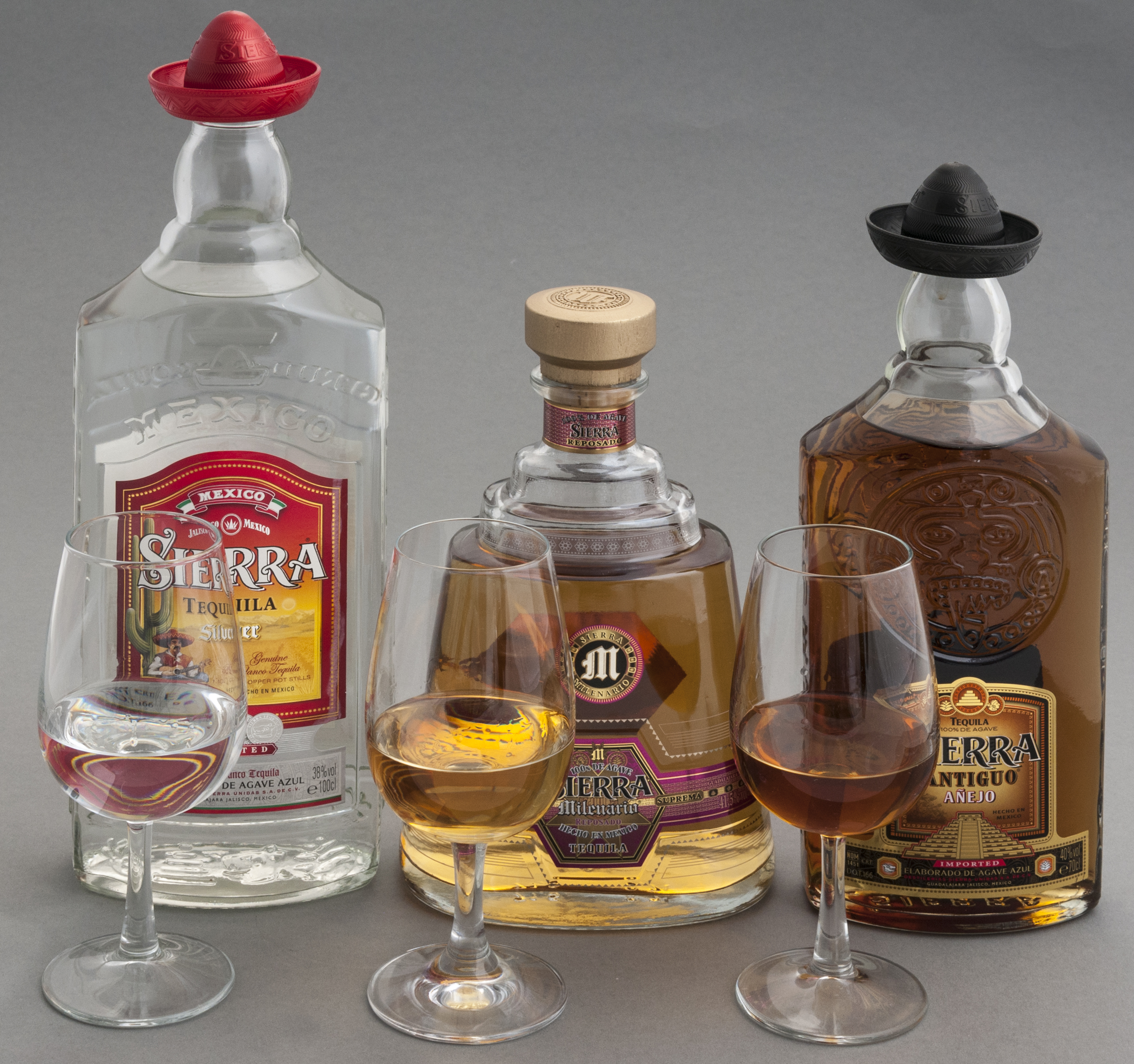

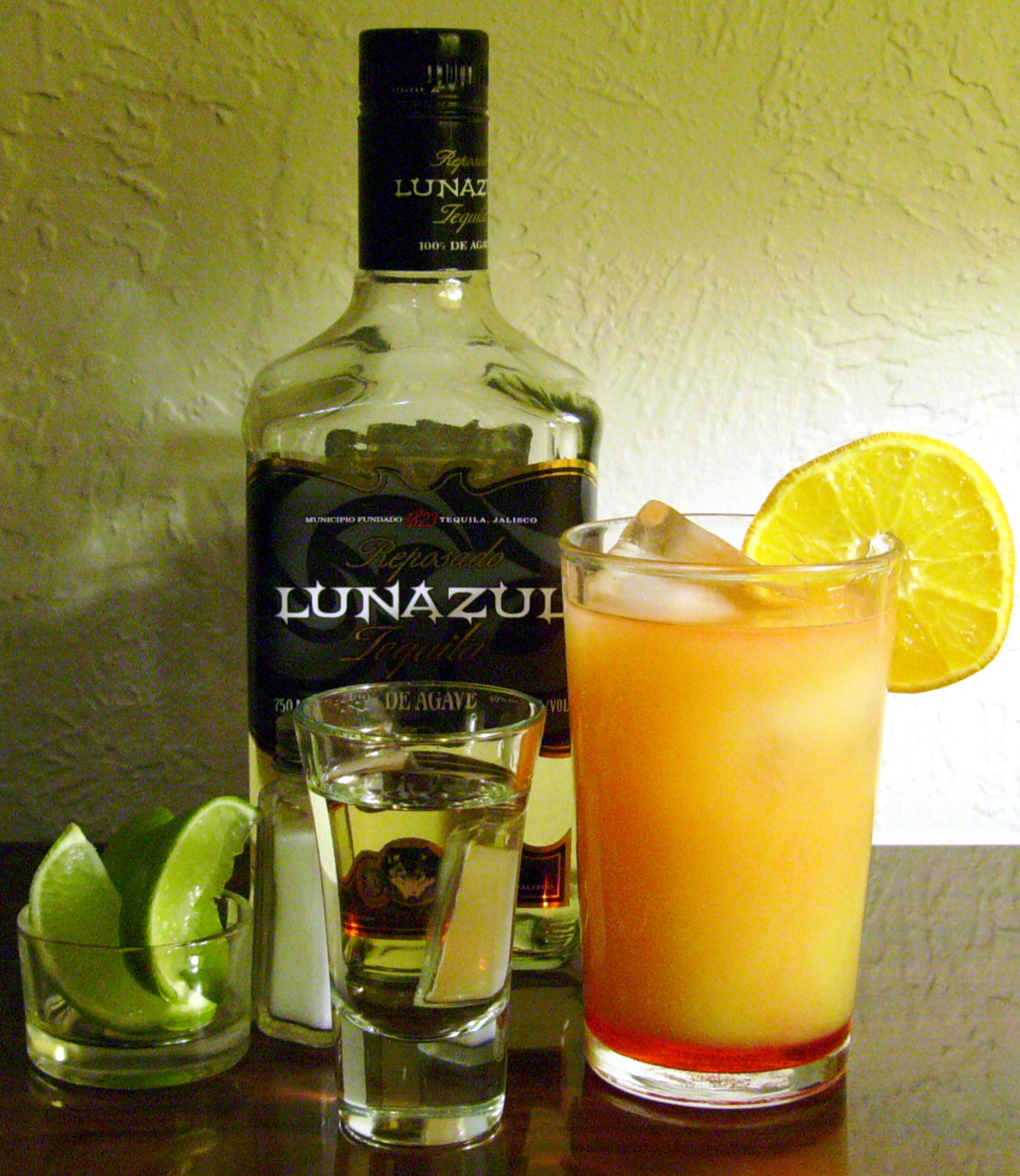

Tequila är en destillerad spritdryck från Mexiko, vilken främst tillverkas runt staden Tequila som ligger i delstaten Jalisco. Tequila görs på tequilaagave (Agave tequiliana) som är en art inom agavesläktet och familjen agaveväxter. Agaveväxterna är avlägset besläktade med liljeväxterna och andra enhjärtbladiga växter, och har inget att göra med kaktusar, vilket många tror.
För att det ska kunna kallas Tequila ska spriten ha en alkoholstyrka mellan 35 och 55 %. Oftast hittar man tequila med 38-40%. Högre alkoholhalter är sällsynta.
Av andra agave-arter görs också pulque. Man skär ut en liten fördjupning vid bladroten och suger upp den saft som sipprar fram. Denna saft låter man sedan jäsa till pulque som har en alkoholhalt jämförbar med öl. Pulque dracks av ursprungsbefolkningen redan före erövringen.

## Ursprungsskydd och tillverkning
Mezcal är samlingsnamnet på destillerade spritdrycker gjorda från arter i agavesläktet, men det som särskiljer tequila är att den är ursprungsskyddad och gjord på tequilaagave. Tequila får endast tillverkas i delstaten Jalisco samt i delar av delstaterna Guanajuato, Michoacan, Nayarit och Tamaulipas i Mexiko. Spriten får endast kallas för tequila om den uppfyller de regler som är uppsatta av Consejo Regulador del Tequila.
Produktionen av både tequilaagave och tequila är strikt reglerad i mexikansk lag och kontrollen av att dessa regler följs är mycket hård.
Först den 27 maj 1997 tecknade EU ett avtal med Mexiko där man gick med på att försvara ursprungsskyddet. Innan dess var det fullt lagligt att sälja precis vad som helst som tequila vilket ledde till att det såldes mycket tequila av dålig kvalité som egentligen hade väldigt lite med riktig tequila att göra. Sedan 1997 har mexikanska delegationer med stöd av EU:s lagstiftning kunnat stänga ner piratproduktionen. Först de senaste två åren har exklusiv tequila av 100% tequilaagave börjat nå de Europeiska konsumenterna.
Ingen råvara för sprittillverkning tar så lång tid att odla som agaven, den odlas i upp till tio år innan den skördas. Vid skörden huggs stammen ren från bladen med en "jimador". Den avskalade stammen kallas "piña" (vilket betyder ananas på spanska) för att sedan bakas i antingen en traditionell tegelugn eller en tryckkokare. Under bakningen omvandlas stärkelsen till socker. Sedan krossas agaven, och juicen som fås fram fermenteras. Industriellt framställd tequila (även kallad mixto) späds ut med melass eller någon annan sockerart innan jäsningen. Detta görs för att få fram en billigare produkt. Den jästa agavejuicen destilleras. Industriellt framställd tequila destilleras i s.k. Patent Still eller kolonndestillering medan mer exklusiv tequila destilleras i enkelpannor.

## Typer av tequila
I enlighet med den officiella mexikanska standarden för tequila (reglerad av Consejo Regulador del Tequila) finns det två kategorier av tequila:
- Tequila – Kallas även ibland för mixto och måste bestå av minst 51 % juice från tequilaagave. Resten av juicen kommer vanligtvis från majs eller sockerrör. Det står dock oftast inte mixto utan enbart 'tequila' på märkningen av flaskan.
- Tequila 100 % agave – Måste bestå av 100% juice från tequilaagave. Det står oftast "Tequila 100% de Agave" eller "Tequila 100% puro de Agave" (vissa producenter lägger även till ordet "Azul" [blå] efter ordet agave).

Inom båda dessa kategorier finns det fem olika typer av tequila:
- Blanco ("silver") – olagrad vit tequila
- Oro ("guld") – olagrad tequila som innehåller syntetiska färg- och smakämnen för att den ska likna lagrad tequila (i praktiken finner man ingen tequila 100% agave av denna typ utan den är nästan alltid tequila mixto).
- Reposado – lagrad på ekfat i minst 2 månader men mindre än 1 år.
- Añejo – lagrad på ekfat i minst 1 år men mindre än 3 år (på fat med en maximal kapacitet på 600 liter).
- Extra/Ultra añejo – lagrad på speciella ekfat i minst 3 år (på fat med en maximal kapacitet på 600 liter). Detta är en ny kategori som infördes i mars 2006.

## Övrigt
Tequila är inte bara en utmärkt bas för cocktails, utan också en avec och ett ackompanjemang till mat.
En vanlig myt är att det ibland ligger en mask i flaskan, men det är inte sant. Det kan dock förekomma i mescal, men det rör sig i så fall inte om en mask utan en larv (Hipopta agavis).
Några vanliga drinkar som innehåller tequila är Tequila Sunrise, Margarita, Long Island Ice Tea, Frozen Margarita och Tequila slammer.